# Sidney Johnston Catts
Sidney Johnston Catts (Pleasant Hill, 31 luglio 1863 – DeFuniak Springs, 9 marzo 1936) è stato un politico statunitense. Fu il 22º governatore della Florida dal 1917 al 1921.